# Stemmer Berg

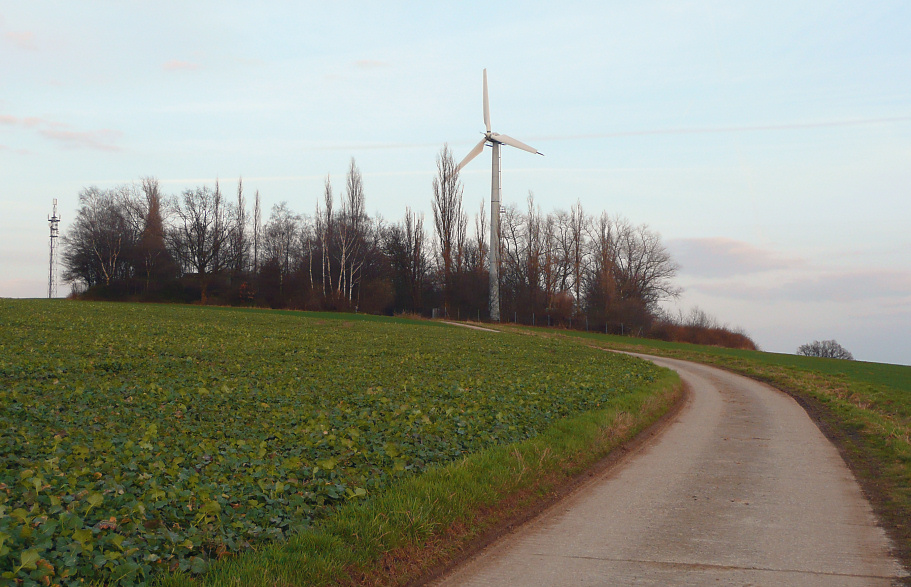
Kuppe des Höhenzugs mit Gehölz, Mobilfunkmast und Windkraftanlage (2009)

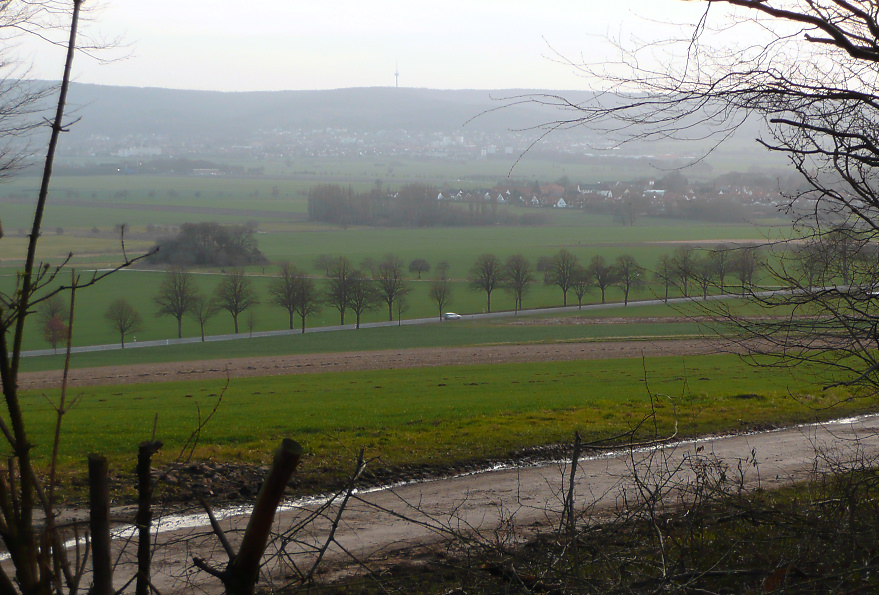
Blick vom Stemmer Berg auf die Deistermulde nach Großgoltern und Barsinghausen zum Deister, im Vordergrund eine Allee der B 65

Der Stemmer Berg ist ein 123 m ü. NHN hoher Höhenzug innerhalb des Calenberger Lands. Er liegt bei Stemmen in der niedersächsischen Region Hannover (Deutschland).

## Geographie

### Lage
Der Stemmer Berg erhebt sich zwischen dem dörflichen Seelzer Stadtteil Lathwehren und dessen Ortslage Dunau im Nordosten sowie den dörflichen Barsinghäuser Stadtteilen Göxe im Südosten, Barrigsen im Nordwesten und Stemmen im Südwesten. Nördlich liegt der Ursprung der Möseke, einem Zufluss der den Höhenzug südwestlich passierenden Südaue. Der Stemmer Berg ist in Südost-Nordwest-Richtung zwischen Göxe und Barrigsen etwa 3,5 km lang und in Südsüdwest-Nordnordost-Richtung zwischen den eben genannten Fließgewässern etwa 2,8 km breit. Nachbarn sind der rund 6 km östlich liegende Benther Berg (173,3 m), der etwa 5 km südöstlich gelegene Gehrdener Berg (155 m) und der zirka 10 km südlich bis südwestlich befindliche Deister (405 m).

### Naturräumliche Zuordnung
Der Stemmer Berg gehört in der naturräumlichen Haupteinheitengruppe Niedersächsische Börden (Nr. 52), in der Haupteinheit Calenberger Lößbörde (521) und in der Untereinheit Hannoversche Börde (521.0) zum Naturraum Gehrdener Lößhügel (521.01). Nach Nordosten über Norden bis Westnordwesten fällt die Landschaft in den Naturraum Kirchwehrener Hügelland (521.00) ab.

### Erhebungen
Der Stemmer Berg hat folgende Kuppen – mit Höhe in Meter (m) über Normalhöhennull (NHN):
| Erhebung               | Höhe (m) | Dominanz                   | Schartenhöhe | Bemerkung                                                                    |
| ---------------------- | -------- | -------------------------- | ------------ | ---------------------------------------------------------------------------- |
| Kuckuckshagenberg      | 123,0    | 4,6 km (Gehrdener Berg)    | ca. 63 m     | im Südosten, zwischen Stemmen und Göxe                                       |
| Zungenberg             | 119,7    | 0,4 km (Kuckuckshagenberg) | ca. 10 m     | mit Sporn Schafberg (ca./um 102 m), in der Mitte, zwischen Stemmen und Dunau |
| Langefeldsberg         | 093,0    | ca. 70 m (Zungenberg)      | ca. 06 m     | durch Einschnitt der K 246 abgetrennter Sporn in der Mitte                   |
| Erhebung beim Bergfeld | 088,9    | 0,6 km (Langefeldsberg)    | ca. 08 m     | im Nordwesten, zwischen Stemmen und Barrigsen                                |

## Natur, Geologie, Bergbau
Der Stemmer Berg ist mit kleinen Gehölzen bestanden. Wegen seiner Lössböden wird er überwiegend als Ackerfläche genutzt. Auf ihm liegen Teile des Landschaftsschutzgebiets Benther Berg-Südaue (CDDA-Nr. 319866; 1969 ausgewiesen; 46,47 km² groß).

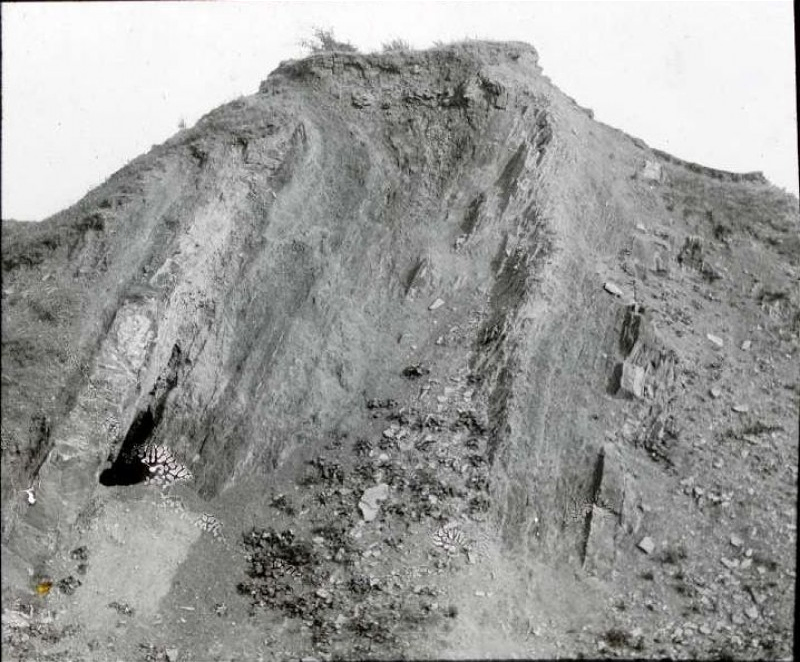
Gesteinsschichten am Rand des Straßendurchbruchs am Stemmer Berg
Foto: August Kageler, 1940

Der Stemmer Berg liegt am Nordrand der von Sedimenten aus dem Quartär überdeckten Deistermulde. Die in beiden Höhenzügen zu Tage tretenden Gesteinsschichten aus der Unterkreide und dem Mitteljura wurden während der saxonischen Faltung mehrmals deformiert. Im Deister fallen die kohleführenden Schichten mit etwa 6 bis 9 Grad nach Nordosten ein. 
In den Jahren 1817 bis 1858 wurde auch bei Stemmen Wealdenkohle gefördert.
Der Stemmer Berg und seine Fortsetzung in Richtung Barrigsen weisen die gleichen Gesteinsschichten wie der Deister auf, doch fallen diese mit etwa 72 Grad nach Südwesten ein.
Früher gab es einen Steinbruch, der inzwischen verfüllt worden ist. Der Höhenzug war bekannt für das seltene Mineral Chalkophanit (einziges Vorkommen in Niedersachsen) und des häufiger existierenden Minerals Aragonit.

## Infrastruktur, Verkehr und Wandern

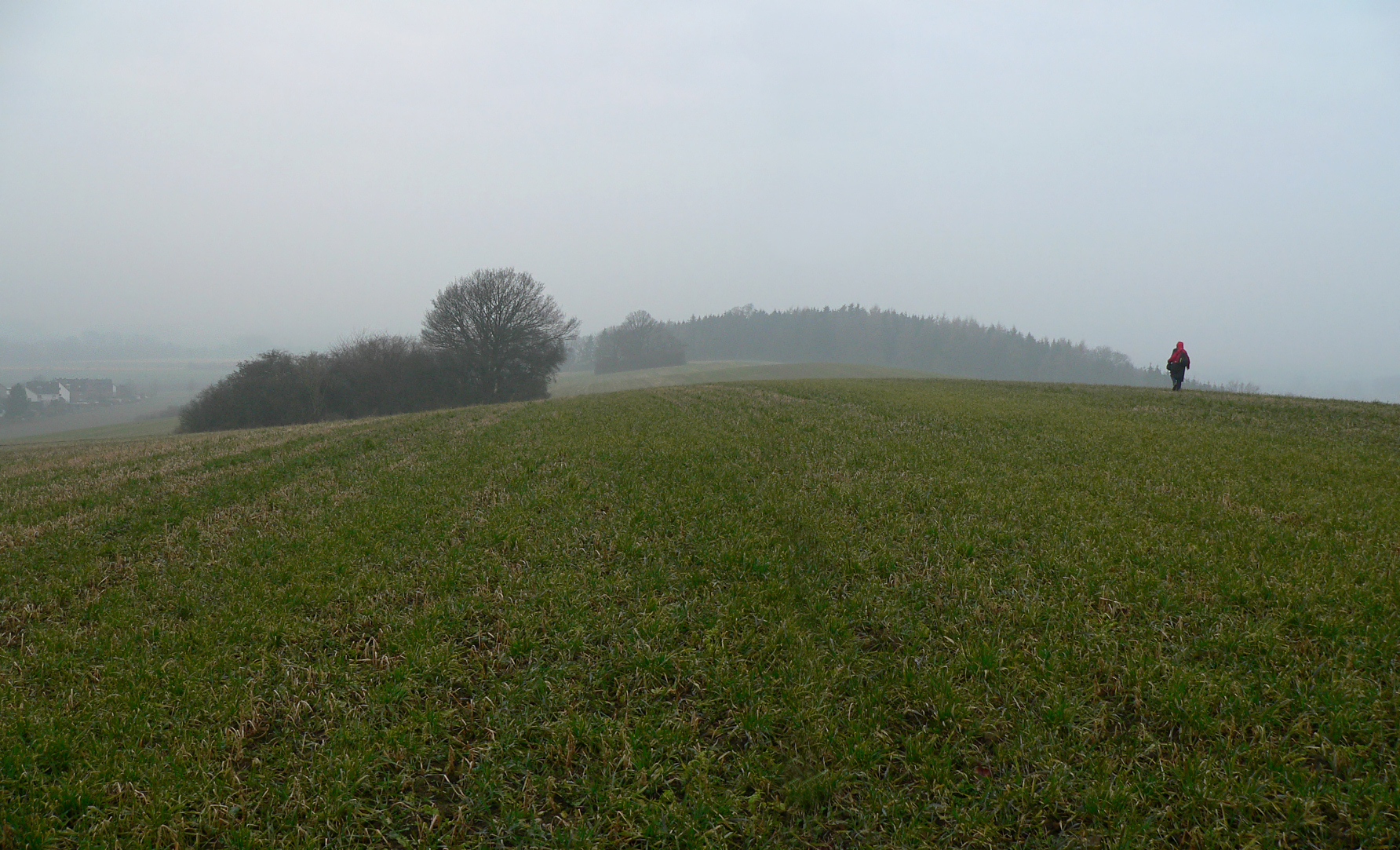
Kamm des Stemmer Berges

An der Kuppe der höchsten Erhebung des Stemmer Bergs befindet sich am einstigen Standort der Stemmer Windmühle ein Privatgrundstück mit Wohnhaus und verfallenen Gewächshäusern einer Gärtnerei; die Straße dorthin heißt Paradies, weil dieser Ostteil der Gemarkung Stemmen einst dem Gutsherrn gehörte. Außerdem gibt es dort einen Mobilfunkmast sowie eine Wassergewinnungsanlage. Die einst ebenfalls dort stehende Windkraftanlage war schon Ende 2015 demontiert.
Unmittelbar südlich vorbei am Stemmer Berg verläuft in West-Ost-Richtung im Abschnitt Stemmen–Göxe die Bundesstraße 65. Direkt südlich von Stemmen zweigt von der B 65 die Kreisstraße 245 ab, von der in der Ortschaft die erst nord- und dann nordostwärts über den Höhenzug nach Lathwehren führende K 246 abzweigt. Letztere führt zwischen dem Zungen- und Langefeldsberg durch eine Geländeeinsenkung auf etwa 88 m Höhe; etwas nordöstlich dieser Einsenkung zweigt von der Straße auf 82,3 m Höhe ein Fahrweg ab.
Durch Wege und Pfade ist der Stemmer Berg mit dem benachbarten Benther Berg und dem Gehrdener Berg verbunden. Der Höhenzug wird von Radfahrern und Wanderern genutzt. Es bietet sich der Blick über die Ebene der Deistermulde im Calenberger Land bis hin zum Deister und zum Gehrdener Berg.